# Хейфец, Александр Львович
Алекса́ндр Льво́вич Хе́йфец (род. 1949) — профессор кафедры «Инженерная и компьютерная графика» Южно-Уральского государственного университета.

## Биография
Окончил Челябинский политехнический институт в 1971. В 1971—1985 — научный сотрудник на кафедре сварки. В 1980 году защитил диссертацию по специальности «Сварочное производство».
С 1985 года работает на кафедре графики. С 2002 — в должности профессора. В 2008—2010 — заведующий кафедрой. Занимается развитием и внедрением компьютерных 3D-технологий в базовые графические дисциплины. Создал и внедрил в учебный процесс ряд новых учебных курсов и методику их преподавания. Начиная с 1991 года подготовил более 130 студентов к участию во Всероссийских и Международных олимпиадах по инженерной и компьютерной графике, из них более половины стали призёрами олимпиад.
Сфера научных интересов: теоретические основы компьютерного геометрического моделирования и инженерной трёхмерной компьютерной графики.
Имеет 190 публикаций, из них 2 учебника, 2 монографии, 14 авторских свидетельств на изобретения, 17 зарубежных публикаций.

## Публикации
- Инженерная компьютерная графика. AutoCAD [Текст] : учеб. пособие для вузов / А. Л. Хейфец, СПб. : БХВ-Петербург , 2007. 316 с. : ил.
- Программирование кинематических поверхностей для решения задач архитектурного проектирования / А. Л. Хейфец, Д. В. Галимов, И. Б. Шлейков; Строительство и образование: Сб. науч. тр.. — Екатеринбург, 2000. — Вып. 3.-C. 146—149.
- Инженерная компьютерная графика. Практический курс AutoCAD’а : Учеб.пособие / Хейфец, Александр Львович. — Челябинск : ЧГАУ, 2001. — 104 с. — Библиогр.:с.101. — Рек. Региональным отделением научно-методич. совета по начертательное геометрии и инженерной графике зоны Урала и Западной Сибири.- Рек. УМО вузов РФ по автотрактороному и дорожному образованию. — ISBN 5-88156-214-3.
- Инженерная компьютерная графика AutoCAD : Опыт преподавания и широта взгляда / А. Л. Хейфец. — М.: Диалог-МИФИ, 2002. — 427 с. : ил. ; 24 см. Библиогр.: с. 387. — 50000 экз. — ISBN 5-86404-166-1.
- 3D-технология построения чертежа. AutoCAD : учебное пособие для студентов высших учебных заведений, обучающихся по направлениям подготовки дипломированных специалистов в области техники и технологии / А. Л. Хейфец, А. Н. Логиновский, И. В. Буторина, Е. П. Дубовикова; [под ред. А. Л. Хейфеца]. — 3-е изд. — Санкт-Петербург : БХВ-Петербург, 2005. — 245 с. : ил. ; 24 см. Библиогр.: с. 242 (12 назв.). — Предм. указ.: с. 243—245. — 30000 экз. — ISBN 5-94157-592-0 (в пер.).
- Инженерная компьютерная графика. AutoCAD : учебное пособие для студентов высших учебных заведений, обучающихся по машиностроительным и архитектурно-строительным специальностям / А. Л. Хейфец. — Санкт-Петербург : БХВ-Петербург, 2005. — IX, 316 с. : ил. ; 24 см. На 4-й с. обл. авт.: Хейфец А. Л., проф., к.т. н. — Библиогр.: с. 311 (8 назв.). — Предм. указ.: с. 312—316. — 30000 экз. — ISBN 5-94157-591-2.